# 체사노마데르노
체사노마데르노(Cesano Maderno, 밀라노어: Cesaa)는 북부 이탈리아, 롬바르디아주의 몬차에브리안차도에 위치한 인구 약 39,309명의 도시이자 코무네이다. 이 도시는 북쪽으로 세베소와 접하며, 남쪽으로는 보비시오-마시아고, 동쪽으로는 데시오와 세레뇨, 서쪽으로는 체리아노 라게토와 콜리아테와 접한다. 1999년 10월 11일 대통령령으로 도시 명예 칭호를 받았다.
체사노마데르노역과 체사노마데르노-그로아네역이 운행한다.

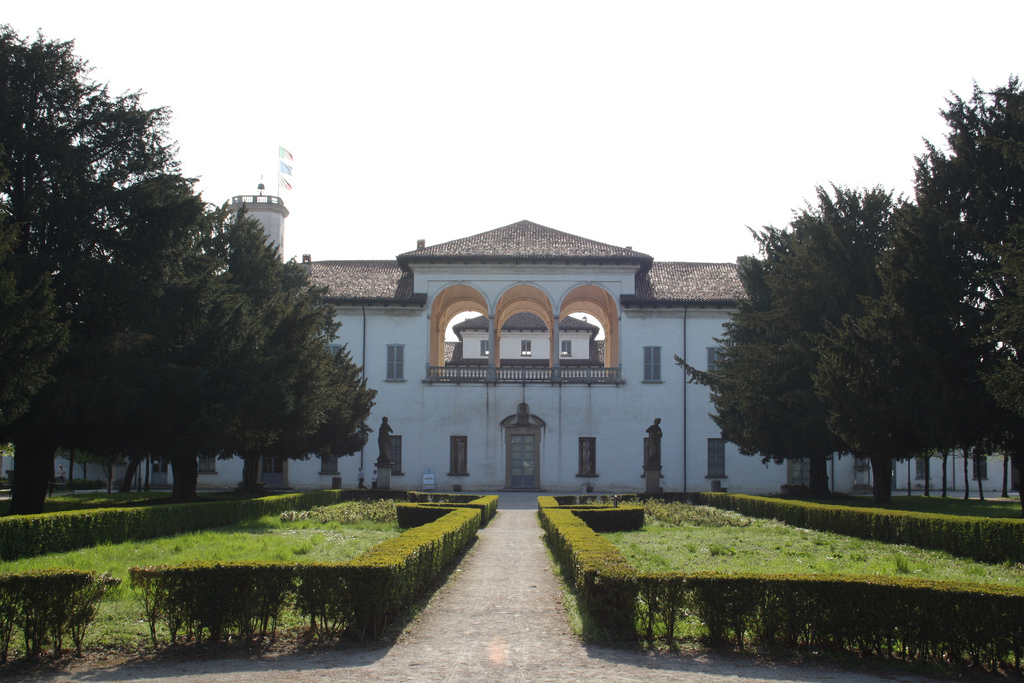
보로메오 궁전

## 주요 명소
- 아레세 보로메오 궁전
- 아레세 야치니 궁전
- 일 토라초
- 카르카노 카비아테 궁전
- 산토 스테파노 고대 교회

## 스포츠
체사노마데르노에는 여러 축구 클럽이 있다: AC 체사노마데르노, DB 칼초 체사노마데르노, A.S.D. 몰리넬로이며, 모두 세콘다 카테고리아에서 활동한다. DB 칼초 체사노마데르노는 AC 몬차와도 제휴되어 있다.

## 자매 도시
- 발렌세, 프랑스
- 체르니우치, 우크라이나
- 캄포마조레, 이탈리아